# Yū Miyahara
Yū Miyahara (jap. 宮原 優, Miyahara Yū; * 27. April 1994) ist eine japanische Ringerin. Sie wurde 2010 Jugend-Olympiasiegerin und ist mehrfache Junioren-Weltmeisterin.

## Werdegang
Yū Miyahara begann bereits als Kind mit dem Ringen. Sie besucht nunmehr die Abe-Gakuin-Oberschule in Tokio und startet auch für den Sportclub dieser Schule.
Im Juli 2010 wurde sie in Bangkok zunächst asiatische Juniorenmeisterin (Altersgruppe Cadets) in der Gewichtsklasse bis 46 kg Körpergewicht. Einen Monat später wurde sie in Singapur in der gleichen Gewichtsklasse auch Jugend-Olympiasiegerin. Im Finale bezwang sie dabei Julia Leorda aus Moldawien. 2011 wurde sie in Szombathely auch Junioren-Weltmeisterin (Cadets) in der Gewichtsklasse bis 49 kg, wobei sie im Finale wiederum Julia Leorda bezwang. Im Dezember 2011 wurde sie dann im Alter von 17 Jahren japanische Meisterin bei den Frauen in der Gewichtsklasse bis 51 kg vor Hikari Sugawara.
Im Februar 2012 belegte Yu Miyahara bei der Asienmeisterschaft in Gumi/Südkorea in der Gewichtsklasse bis 51 kg hinter Li Hai (Ringer) aus China den 2. Platz und im Mai 2012 wurde sie in Almaty asiatische Juniorenmeisterin in derselben Gewichtsklasse vor Erchembajaryn Dawaatschimeg, Mongolei. Im gleichen Monat belegte sie beim Welt-Cup in Tokio den 2. Platz hinter Dawaasüchiin Otgontsetseg, Mongolei, vor Zhao Sasha, China und Alena Aladschinskaja, Russland. Bei der japanischen Meisterschaft der Frauen kam sie 2012 auf den 2. Platz, weil sie in diesem Jahr gegen Hikari Sugawara knapp mit 1:2 Runden verlor.
Im Februar 2013 bewies sie beim Golden-Grand-Prix in Klippan, dass mit ihr künftig bei den internationalen Meisterschaften der Damen zu rechnen ist, denn sie gewann dort in der Gewichtsklasse bis 51 kg vor Jekaterina Sergejewna Krasnowa, Russland sowie Jessica Medina und Hayley Medina, beide USA. Im August 2013 wurde Yu Miyahara in Sofia nach 2011 zum zweiten Mal Juniorenweltmeisterin. Sie wurde dann im September 2013 auch bei der Frauen-Weltmeisterschaft in Budapest eingesetzt. Sie siegte dort in der Gewichtsklasse bis 51 kg zunächst über Aguis Rivas Gonzalez, Venezuela, verlor aber ihren zweiten Kampf gegen die amtierende Weltmeisterin Jessica MacDonald aus Kanada. Da diese aber das Finale nicht erreichte, schied sie aus und kam nur auf den 9. Platz.
Ab 1. Januar 2014 schaffte der Internationale Ringer-Verband (FILA) im Frauenbereich die Gewichtsklasse bis 51 kg ab. Deshalb entschloss sich Yu Miyahara ab diesem Zeitpunkt in der Gewichtsklasse bis 48 kg zu starten, was freilich ein erhöhtes abtrainieren zur Folge hat. Bei der Junioren-Weltmeisterschaft im August 2014 in Zagreb ging sie in dieser Gewichtsklasse an den Start gehen und gewann dort mit Siegen über Silje Kippernes, Norwegen, Milana Dadaschewa, Russland, Evin Demirhan, Türkei und Ya Xie, Chine erneut den Titel.
Im Januar 2015 belegte Yū Miyahara beim „Iwan-Yarigin“-Memorial in Krasnojarsk in der Klasse bei 48 kg Körpergewicht hinter den beiden Russinen Walentina Islamowa-Brik und Elena Wostrikowa den 3. Platz. Im März 2015 stand sie beim Nationen-Welt-Cup in St. Petersburg in der gleichen Gewichtsklasse in der japanischen Mannschaft, die diesen Cup gewann. Sie verlor dort ihren ersten Kampf gegen Maria Stadnik aus Aserbaidschan, besiegte danach aber Iwona Matkowska aus Polen, Victoria Anthony aus den Vereinigten Staaten und Nadeschda Fedorowa aus Russland.
Danach musste sie eine lange Verletzungspause einlegen, die ihr auch eine eventuelle Teilnahme an den Olympischen Spielen 2016 in Rio de Janeiro kostete. Im November 2017 erst gelang ihr dann auf der internationalen Ringermatte ein Comeback. Sie siegte beim „Dave-Schultz“-Memorial in Colorado Springs in der Gewichtsklasse bis 53 kg vor Sarah Hildebrand und Whitney Conder, beide aus den Vereinigten Staaten. Im Dezember 2017 belegte sie bei der japanischen Meisterschaft in der Gewichtsklasse bis 53 kg hinter Haruna Okuno und vor Kana Higashikawa und Yuko Yago den 2. Platz.

## Internationale Erfolge
| Jahr | Platz | Wettbewerb                                           | Gewichtsklasse | Erfolge |
| ---- | ----- | ---------------------------------------------------- | -------------- | --- |
| 2010 | 1.    | Asiatische Juniorenmeisterschaft (Cadets) in Bangkok | bis 46 kg      | vor Phogat Ritu, Indien und Nazgul Nurachan, Kasachstan                                                                      |
| 2010 | 1.    | Jugend-Olympiade in Singapur                         | bis 46 kg      | vor Julia Leorda, Moldawien, Petra Olli, Finnland und Laura Mertens, Deutschland                                             |
| 2011 | 5.    | „Iwan-Yarigin“-Golden-Grand-Prix in Krasnojarsk      | bis 51 kg      | hinter Dawaasüchiin Otgontsetseg, Mongolei, Natalia Budu, Moldawien, Marina Wilmowa, Russland und Ljubow Salnikowa, Russland |
| 2011 | 12.   | Golden-Grand-Prix in Baku                            | bis 51 kg      | Siegerin: Samira Rachmanowa, Russland vor Maria Iwanowa, Weißrussland                                                        |
| 2011 | 1.    | Junioren-WM (Cadets) in Szombathely                  | bis 49 kg      | vor Julia Leorda, Assunta Persico, italien und Angelika Wetoschkina, Russland                                                |
| 2012 | 2.    | Asienmeisterschaft in Gumi/Südkorea                  | bis 51 kg      | hinter Li Hui, China, vor Kim Hyung-joo, Südkorea und Neha, Indien                                                           |
| 2012 | 1.    | Asiatische Juniorenmeisterschaft in Almaty           | bis 51 kg      | vor Erchembajaryn Dawaatschimeg, Mongolei, Lee Shin-hee, Südkorea und Lalita, Indien                                         |
| 2012 | 2.    | Welt-Cup in Tokio                                    | bis 51 kg      | hinter Otgontsetseg Davaasuch, vor Zhao Sasha, China und Alena Aladschinskaja, Russland                                      |
| 2012 | 1.    | Golden-Grand-Prix in Baku                            | bis 51 kg      | vor Angela Dorogan und Sulfija Jaekjarowa, beide Aserbaidschan und Roksana Zasina, Polen                                     |
| 2013 | 1.    | Klippan-Golden-Grand-Prix                            | bis 51 kg      | vor Jekaterina Krasnowa, Russland, Hayley Aguello und Jessica Medina, beide USA                                              |
| 2013 | 2.    | Welt-Cup in Ulan-Baator                              | bis 51 kg      | hinter Jessica MacDonald, Kanada, vor Li Shuang, China                                                                       |
| 2013 | 1.    | Junioren-WM in Sofia                                 | bis 51 kg      | vor Stalwira Orschusch, Russland, Erchembajaryn Dawaatschimeg, Mongolei und Lilija Horischna, Ukraine                        |
| 2013 | 9.    | WM in Budapest                                       | bis 51 kg      | nach einem Sieg über Aguis Rivas Gonzalez, Venezuela und einer Niederlage gegen Jessica MacDonald, Kanada                    |
| 2014 | 13.   | Klippan-Lady-Open                                    | bis 48 kg      | Siegerin: Maria Stadnik, Aserbaidschan, vor Victoria Anthony und Alyssa Lampe, beide USA                                     |
| 2014 | 1.    | Junioren-WM in Zagreb                                | bis 48 kg      | nach Siegen über Silje Kippernes, Norwegen, Milana Dadaschewaussland, Evin Demirhan, Türkei und Ya Xie, China                |
| 2015 | 3.    | „Iwan-Yarigin“-Grand-Prix in Krasnojarsk             | bis 48 kg      | hinter Walentina Islamowa-Brik und Elena Wostrikowa, beide Russland                                                          |
| 2017 | 1.    | „Dave-Schultz“-Memorial in Colorado Springs          | bis 53 kg      | vor Sarah Hildebrandt und Whitney Conder, beide USA                                                                          |
| 2018 | 1.    | „Iwan-Yarigin“-Grand-Prix in Krasnojarsk             | bis 53 kg      | vor Stalwira Orschusch, Jekaterina Poleschtschuk und Natalja Malyschewa, alle Russland                                       |

## Nationale Meisterschaften bzw. Turniere Meisterschaften
| Jahr | Platz | Wettbewerb               | Gewichtsklasse | Ergebnisse                                                  |
| ---- | ----- | ------------------------ | -------------- | ----------------------------------------------------------- |
| 2011 | 1.    | Japanische Meisterschaft | bis 51 kg      | vor Hikari Sugawara, Honoka Seito und Risako Kawai          |
| 2012 | 2.    | Japanische Meisterschaft | bis 51 kg      | hinter Hikari Sugawara, vor Mureka Shidochi und Nanmie Irie |
| 2014 | 2.    | Meiji-Cup in Tokio       | bis 48 kg      | hinter Eri Tosaka, vor Yuki Irie und Shiori Ito             |
| 2014 | 2.    | Japanische Meisterschaft | bis 48 kg      | hinter Eri Tosaka und vor Yuki Irie                         |
| 2017 | 2.    | Japanische Meisterschaft | bis 53 kg      | hinter Haruna Okuno, vor Kann Higashikawa und Yuko Yago     |
| 2018 | 2.    | Meiji-Cup in Tokio       | bis 53 kg      | hinter Haruna Okuno, vor Yuka Yago und Momoko Kadoya        |

Erläuterungen
- alle Wettkämpfe im freien Stil
- WM = Weltmeisterschaft
- beim Meiji-Cup handelt es sich nicht um die japanische Meisterschaft, die jedes Jahr im Dezember ausgetragen wird. Es ist ein Einladungsturnier, das immer im Juni eines Jahres stattfindet und zu dem die vier bestplatzierten Ringer bzw. Ringerinnen der japanischen Meisterschaft des Vorjahres geladen werden. Der Sieger beim Meiji-Cup vertritt in der Regel die japanischen Farben bei der Weltmeisterschaft bzw. den Olympischen Spielen